# Bushmaster III
Il Bushmaster III è un cannone automatico chain gun da 35 mm progettato e costruito da Alliant Techsystems. Il Bushmaster III si basa sull' M242 Bushmaster e l'Mk44 Bushmaster II, entrambi fabbricati da Alliant Techsystems. Il munizionamento impiegato dal Bushmaster III è costituito da proiettili da 35×228mm. Furono realizzate anche versioni per le munizioni da 50x228 mm e 50x319 mm.
Il Bushmaster III richiede una potenza di 3 CV (2,2 kW) a 24 volt per il suo funzionamento.
Nel 2015 il costruttore Alliant Techsystems si fuse con Orbital Sciences Corporation, divenendo Orbital ATK. Tuttavia quest'azienda fu poi acquistata nel 2018 da Northrop Grumman che divenne il proprietario e il gestore dei programmi di cannoni automatici della famiglia Bushmaster.